# Pomeranski zaljev
Pomeranski zaljev (polj. Zatoka Pomorska; njem. Pommersche Bucht; kašupski: Pòmòrskô Hôwinga) je bazen u jugozapadnom Baltičkom moru, ispred pomorskih obala Poljske i Njemačke. Proteže se između najsjevernijeg vrha otoka Rügen zvanog Gellort sjeverozapadno od rta Arkon na zapadu i sela Jarosławiec na istoku. Na jugu je omeđen otocima Usedom/Uznam i Wolin, koji ga odvajaju od Szczecinske lagune kroz koju protiče rijeka Odra, a povezan je sa zaljevom s tri tjesnaca, Dziwna, Świna i Peenestrom.
Zaljev Greifswald s otocima Koos i Vilm veliki je podzaljev na jugozapadu Pomeranskog zaljeva. Osim Rugie, Usedoma/Uznama i Wolina, u Pomeranskom zaljevu leže i otoci Greifswalder Oie i Ruden. Najveća dubina je 20 metara, a salinitet oko 8%. Glavne luke u Pomeranskom zaljevu su luka Mukran u Sassnitz -Mukran, luka Świnoujście, luka Kołobrzeg, luka Greifswald na ušću rijeke Ryck u Greifswald-Wieck, luka Dziwnów i luka Wolgast.

## Vanjske poveznice
|  | Zajednički poslužitelj ima još gradiva o temi Pomeranski zaljev |

- Zrot : Tourism Site Western Pomerania (PL) (Polish, English, German)
- Zart : Polish Tourism Site Western Pomerania (PL) (Polish, English, German)
- German Tourism Site : Regional Tourist Board Vorpommern (D) (English, German, Swedish, Polish)